# Patrik Zdráhal
Patrik Zdráhal (* 9. dubna 1995, Ostrava) je český hokejový útočník, který působí v extraligovém celku HC Vítkovice Ridera. Jeho otcem je bývalý extraligový hokejista Pavel Zdráhal. Jeho manželka je Tina Zdráhal, úspěšná parkurová jezdkyně.

## Klubová kariéra
Je odchovancem HC Vítkovice. Od roku 2012 působil dvě sezóny v kanadské juniorské lize QMJHL, načež se vrátil do Vítkovic. V lednu 2020 byl vyměněm za Miroslava Indráka s HC Škoda Plzeň, kde hrál do konce sezóny. V březnu 2023, po odehrání tří sezón v klubu HC Verva Litvínov, oznámil přestup do švédské SHL a v dubnu podepsal dvouletou smlouvu s Luleå HF. Ve Švédsku odehrál osm utkání, v nichž si nepřipsal žádný bod a předčasně ukončil tamní působení. Jako dúvod rozvázání smlouvy uvedl nízký počet minut na zápas a nasazení ve čtvrté formaci. Po návratu do Česka v říjnu 2023 podepsal smlouvu s Vítkovicemi. V prosinci si během reprezentační přestávky při tréninku zlomil ruku a měsíc a půl nehrál.

## Reprezentační kariéra
Zdráhal reprezentoval na Mistrovství světa v ledním hokeji do 18 let 2013, a dvakrát na Mistrovství světa v ledním hokeji do 20 let (2014, 2015).
Svůj debut za českou seniorskou reprezentaci odehrál dne 8. listopadu 2018 na turnaji Karjala Cup v utkání proti Švédsku, ve kterém Česko prohrálo 2:3. Zdráhal poté vstřelil svůj první reprezentační gól dne 16. prosince 2018 na turnaji Channel One Cup v utkání proti Švédsku, ve kterém Česko rovněž prohrálo 2:3. Gól padl v čase 28:21 a asistenci si u něj připsal jeho spoluhráč ze čtvrté formace Ondřej Beránek. Patrik Zdráhal byl po zápase vyhlášen za nejlepšího hráče českého týmu.

## Klubové statistiky
| Sezona    | Klub                  | Soutěž   | Základní část | Základní část | Základní část | Základní část | Play off | Play off | Play off | Play off |
| Sezona    | Klub                  | Soutěž   | Z             | G             | A             | B             | Z        | G        | A        | B        |
| --------- | --------------------- | -------- | ------------- | ------------- | ------------- | ------------- | -------- | -------- | -------- | -------- |
| 2012/2013 | Acadie-Bathurts Titan | QMJHL    | 64            | 20            | 27            | 47            | 5        | 0        | 2        | 2        |
| 2013/2014 | Acadie Bathurts Titan | QMJHL    | 18            | 5             | 7             | 12            | —        | —        | —        | —        |
| 2013/2014 | Rimouski Océanic      | QMJHL    | 31            | 8             | 12            | 20            | 6        | 1        | 0        | 1        |
| 2014/2015 | HC Vítkovice Steel    | ELH      | 12            | 0             | 0             | 0             | 2        | 0        | 0        | 0        |
| 2014/2015 | BK Havlíčkův Brod     | WSM liga | 7             | 1             | 2             | 3             | —        | —        | —        | —        |
| 2014/2015 | HC AZ Havířov 2010    | WSM liga | 6             | 0             | 0             | 0             | 4        | 1        | 1        | 2        |
| 2015/2016 | HC Vítkovice Steel    | ELH      | 39            | 9             | 11            | 20            | —        | —        | —        | —        |
| 2016/2017 | HC Vítkovice Ridera   | ELH      | 39            | 5             | 2             | 7             | 5        | 1        | 2        | 3        |
| 2016/2017 | HC Poruba             | 2. liga  | 5             | 4             | 4             | 8             | —        | —        | —        | —        |
| 2017/2018 | HC Vítkovice Ridera   | ELH      | 52            | 13            | 5             | 18            | 4        | 0        | 0        | 0        |
| 2018/2019 | HC Vítkovice Ridera   | ELH      | 48            | 17            | 8             | 25            | 5        | 0        | 1        | 1        |
| 2018/2019 | HC Poruba             | 2. liga  | 2             | 1             | 1             | 2             | —        | —        | —        | —        |
| 2019/2020 | HC Vítkovice Ridera   | ELH      | 23            | 4             | 9             | 13            | —        | —        | —        | —        |
| 2019/2020 | HC Škoda Plzeň        | ELH      | 22            | 5             | 3             | 8             | —        | —        | —        | —        |
| 2020/2021 | HC Verva Litvínov     | ELH      | 51            | 12            | 22            | 34            | 3        | 0        | 0        | 0        |
| 2021/2022 | HC Verva Litvínov     | ELH      | 48            | 20            | 22            | 42            | —        | —        | —        | —        |
| 2022/2023 | HC Verva Litvínov     | ELH      | 52            | 16            | 17            | 33            | 3        | 0        | 0        | 0        |
| 2023/2024 | Luleå HF              | SHL      | 8             | 0             | 0             | 0             | —        | —        | —        | —        |
| 2023/2024 | HC Vítkovice Ridera   | ELH      | 26            | 3             | 15            | 18            | 3        | 0        | 1        | 1        |